# Richard von Metternich
Richard Klemens Josef Lothar Hermann, II principe di Metternich-Winneburg zu Beilstein (Vienna, 7 gennaio 1829 – Vienna, 1º marzo 1895), è stato un diplomatico austriaco.

## Famiglia
Richard Metternich nacque a Vienna il 7 gennaio 1829 da Klemens, principe di Metternich-Winneburg zu Beilstein, di cui fu il maggiore dei figli maschi sopravvissuti, e dalla sua seconda moglie, la baronessa Maria Antonia von Leykam (1806–1829). Suo padre, che in precedenza era stato sposato con la contessa Eleonore von Kaunitz, prestava servizio come ministro degli esteri e cancelliere dell'impero austriaco.
I suoi nonni paterni erano il conte Franz George Karl von Metternich-Winneburg zu Beilstein, diplomatico che prestò servizio presso il principe-arcivescovo di Treviri prima che alla corte imperiale, e la contessa Maria Beatrix Aloysia von Kageneck.

## Carriera
Nel 1855 Metternich seguì il padre nella carriera diplomatica, aggregandosi all'ambasciata austriaca al secondo impero francese a Parigi come Legationssekretär (essenzialmente un diplomatico minore in un periodo di prova). L'anno successivo fu nominato inviato dell'Austria nel regno di Sassonia e assunse l'incarico a Dresda.
Nel 1861 l'imperatore Francesco Giuseppe emanò la patente di febbraio ed il successivo diploma di ottobre, con cui creava il nuovo Reichsrat austriaco. Metternich diventò membro ereditario della Herrenhaus, la camera alta del nuovo Reichsrat.
Dal 1859 al 1870 Metternich prestò servizio come ambasciatore dell'impero d'Austria (dopo il 1867, dell'Austria-Ungheria) alla corte di Napoleone III di Francia. Durante questo periodo sua moglie ebbe un ruolo di primo piano nella società parigina.
Metternich tentò di convincere la Francia ad intervenire per conto dell'Austria durante la guerra austro-prussiana, ma non ebbe successo. Nel 1857, mentre prestava servizio presso la corte imperiale, Metternich ricevette il massimo dei voti nel celebre dictée de Mérimée.
Ritiratosi dalla carriera diplomatica, curò e organizzò la pubblicazione delle memorie di suo padre.

## Vita personale

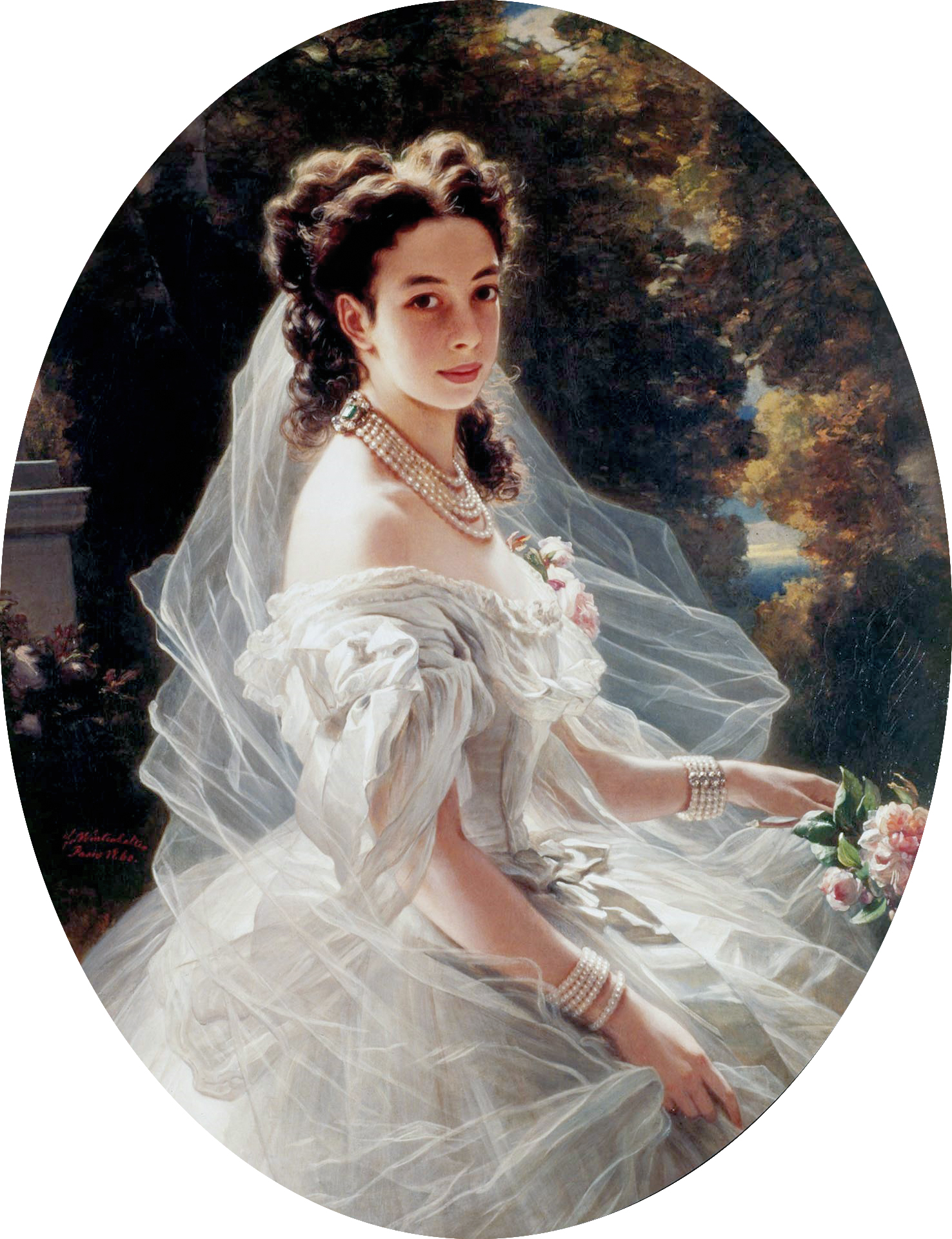
Ritratto della moglie Pauline, realizzato da Franz Xaver Winterhalter, 1860

Nel 1856 sposò la nipote, Pauline Sándor de Szlavnicza, figlia della sorellastra, la principessa Leontine von Metternich (nata dal primo matrimonio di suo padre) e del conte Moritz Sándor de Szlavnicza. Sua moglie fu in seguito comunemente nota come la principessa Pauline von Metternich. Insieme, Richard e Pauline ebbero tre figlie:
- Sophie von Metternich-Winneburg (1857–1941); sposò il 24 aprile 1878 Albrecht, principe di Oettingen-Oettingen und Oettingen-Spielberg (1847-1916). Suo nipote, Franz Albrecht, duca di Ratibor und Corvey (1920–2009), fu adottato nel 1926/7 da sua sorella, Klementine, e prese il cognome aggiuntivo "Metternich-Sándor"
- Antonia von Metternich-Sándor Winneburg (1862–1890)
- Klementine von Metternich-Sándor Winneburg (1870–1963)

Morì il 1º marzo 1895. Dal momento che dal suo matrimonio erano nate tre femmine, dopo la sua morte il titolo principesco passò al fratellastro, Paul von Metternich.